# Wittislingen
Wittislingen – gmina targowa w Niemczech, w kraju związkowym Bawaria, w rejencji Szwabia, w regionie Augsburg, w powiecie Dillingen an der Donau, siedziba wspólnoty administracyjnej Wittislingen. Leży na obrzeżach Jury Szwabskiej, około 10 km na północny zachód od Dillingen an der Donau, nad rzeką Egau.

## Polityka
Wójtem gminy jest Roland Hörl, poprzednio urząd ten obejmował Reinhold Sing, rada gminy składa się z 14 osób.
|      | CSU | SPD/UB | FUW | FWG Schabringen-Zöschlingsweiler | Bürgerforum | Razem |
| 2008 | 4   | 2      | 4   | 2                                | 2           | 14    |
| 2002 | 6   | 3      | 3   | 2                                | -           | 14    |